# Uromunna reynoldsi
Uromunna reynoldsi är en kräftdjursart som först beskrevs av Dirk Frankenberg och Menzies 1966.  Uromunna reynoldsi ingår i släktet Uromunna och familjen Munnidae.
Artens utbredningsområde är Mexikanska golfen. Inga underarter finns listade i Catalogue of Life.